# Olfe (Werse)
Die Olfe (Gewässerkennzahl [GWK]: 3212) ist ein orografisch rechter Zufluss zur Werse in Nordrhein-Westfalen. Auf einer Gesamtlänge von 7,8 km hat sie ein Gefälle von etwa 35 Metern. Sie entspringt in der Bauerschaft Hinteler der Stadt Beckum, ist kurz nach ihrer Quelle für rund 300 m unter einem Feld verrohrt und erreicht nach weiteren 500 m die Stadtgrenze von Ahlen. Die erste Hälfte ihres Verlaufs fließt sie durch landwirtschaftliche Nutzflächen und Waldstücke, die zweite Hälfte bis zur Mündung innerorts durch Ahlen. In diesem Abschnitt wird sie oft von Fußwegen begleitet, die B 58 folgt dem ganzen Bachlauf in geringer Entfernung. Mehr als ein Fünftel ihres Einzugsgebietes von 12,8 km² ist bebaut.
Der kalkreiche Untergrund der Beckumer Berge, an deren Rand sie entspringt, bewirkt ein häufiges Trockenfallen des oberen, in trockenen Sommern des gesamten Verlaufs. Einziger Zufluss neben einigen Gräben, die Drainagewasser abführen, ist der Harntheisbach in der Bauerschaft Rosendahl.
Nach starken Regenfällen nimmt die Olfe das Wasser aus Regenrückhaltebecken einiger Industriegebiete in ihrer Umgebung auf. Wegen der so erfolgenden Metallbelastung und der Zufuhr von Phosphor und anderen Stoffen aus Düngemitteln der Landwirtschaft wird die Olfe der Gewässergüteklasse III (stark verschmutzt) zugerechnet.

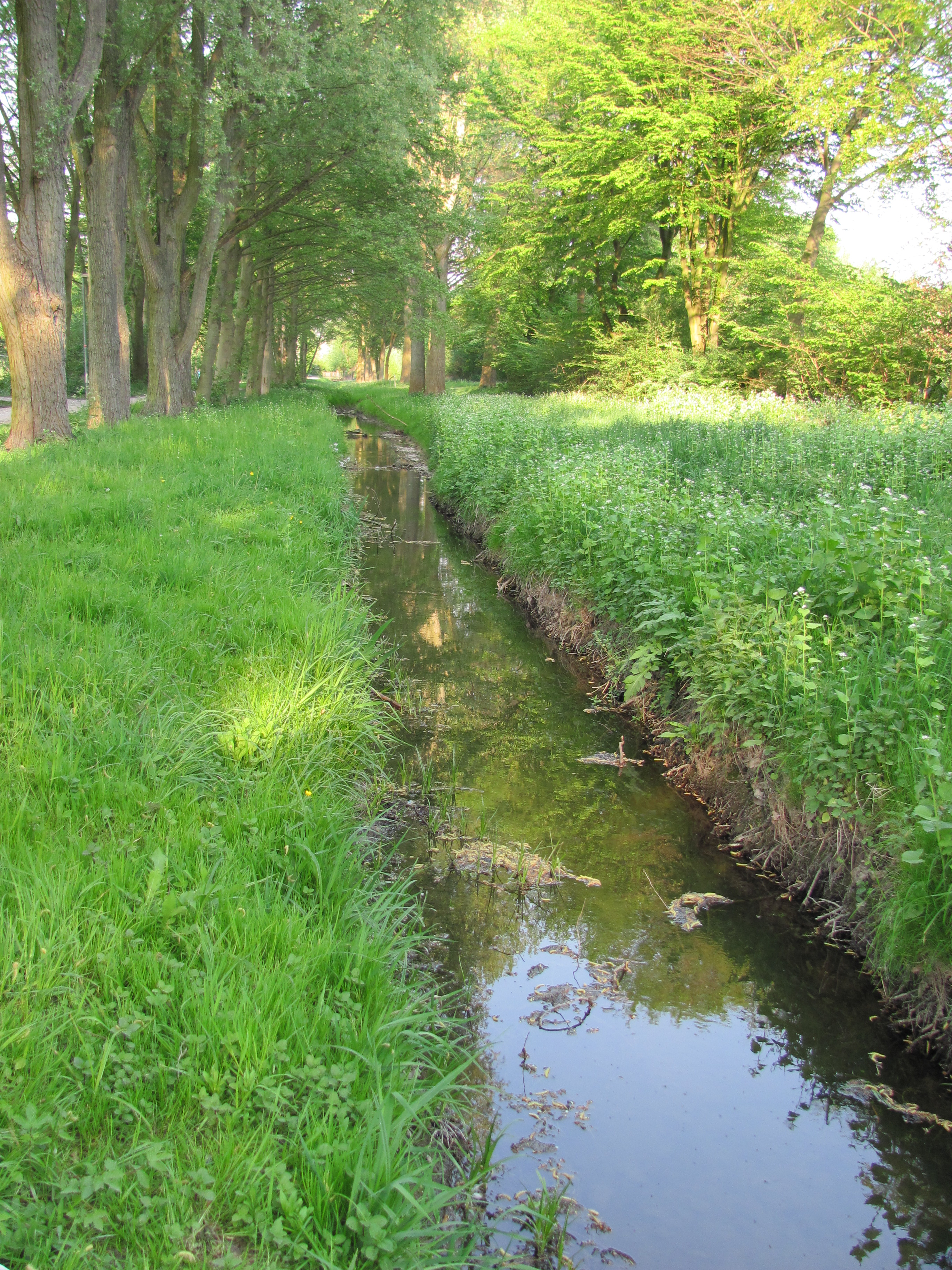
Olfe in Ahlen